# Niko Kovač
Niko Kovač [ˈniːkɔ ˈkɔʋaːtʃ] (Nyugat-Berlin, NSZK, 1971. október 15.–) visszavonult horvát válogatott labdarúgó, utolsó klubcsapata az osztrák Red Bull Salzburg volt. Jelenleg a Borussia Dortmund vezetőedzője. 2018 júliusától 2019 novemberéig a testvére, Robert Kovač mellett a Bayern München trénere. 2018–19-es szezonban német bajnok és német kupagyőztes lett az FC Bayern Münchennel.

## Pályafutása
Kovač Nyugat-Berlinben született horvát vendégmunkások gyermekeként. A helyi klubnál, a Hertha Zehlendorf-nál kezdett futballozni, 1989 nyarán, 17 évesen lett a felnőtt csapat tagja. 1991 nyarán igazolt a Hertha BSChez, itt kezdte profi pályafutását.
1996 nyarán hagyta ott az akkor még másodosztályú Hertha BSC-t az élvonalbeli Bayer 04 Leverkusen-ért. A Bundesligában 1996. augusztus 17-én mutatkozott be, csereként állt be a második félidőben az 1996–97-es szezon nyitó mérkőzésén a Borussia Dortmund ellen. Első szezonjában 32 mérkőzésen játszott, ezalatt 3 gólt szerzett. A következő két szezonban leginkább csak csereként lépett pályára, és sok mérkőzést hagyott ki az 1997–98-as szezonban sérülés miatt. A Leverkusenben eltöltött 3 szezonja alatt 77 Bundesliga mérkőzésen játszott, és nyolcszor volt eredményes. A klubnál csapattársak voltak testvérével, Robert Kovač-csal.
1999 nyarán csatlakozott a Hamburger SV-hez, és két szezont töltött a klubnál, ezalatt 55 élvonalbeli mérkőzésen lépett pályára, és 12 gólt szerzett. 2001 nyarán hagyta el a csapatot, és a Bayern München játékosa lett, ahol ismét együtt játszott testvérével. Itt 34 Bundesliga mérkőzést játszott és 3 gólt szerzett. A Bayern-nél nem tudta megszilárdítani a helyét a kezdőcsapatban, így két szezon után, 2003-ban eligazolt onnan korábbi klubjához a Hertha BSC-hez.
A világbajnokság után elhagyta a csapatot és Ausztriába, a Red Bull Salzburgba igazolt. Jelenleg a csapat állandó játékosa, 2006-ban a Salzburg összes UEFA Bajnokok Ligája selejtezőjén pályán volt. 2006. augusztus 26-án szerezte első gólját az osztrák élvonalban a Wacker Tirol ellen. 2008 májusában újabb egy évre írt alá a klubnál.

## A válogatottban
Kovač a horvát válogatott tagja 1996 óta. 1996. december 11-én debütált Marokkó ellen egy barátságos mérkőzésen.
A 2004-es Európa-bajnokság után lett a válogatott csapatkapitánya.
A 2006-os világbajnokság selejtezőiben a válogatott 10 mérkőzéséből kilencszer játszott, és két gólt szerzett, mindkettőt Izland ellen Zágrábban.
A 2006-os németországi vb-n mindhárom csoportmérkőzésen játszott. Az utolsó csoportmeccsen Ausztrália ellen ő szerezte Horvátország második gólját, így az állás 2–1 lett, de a mérkőzés 2–2-es döntetlennel zárult, és a válogatott kiesett a kiírásból.
Játszott a 2008-as Európa-bajnokságon is. Horvátország a vezetésével bejutott a negyeddöntőbe, ahol Törökország ellen büntetőkkel búcsúztak. Többször nyilatkozta, hogy az Eb után visszavonul a válogatottbeli szerepléstől.

## Játékos-statisztika

### Klub
| Klub              | Szezon           | Liga               | Liga            | Liga  | Kupa            | Kupa  | Nemzetközi      | Nemzetközi | Egyéb           | Egyéb | összesen        | összesen |
| Klub              | Szezon           | Bajnokság          | Pályára lépések | Gólok | Pályára lépések | Gólok | Pályára lépések | Gólok      | Pályára lépések | Gólok | Pályára lépések | Gólok    |
| ----------------- | ---------------- | ------------------ | --------------- | ----- | --------------- | ----- | --------------- | ---------- | --------------- | ----- | --------------- | -------- |
| Hertha BSC        | 1991–1992        | 2. Bundesliga Nord | 2               | 0     | 0               | 0     | —               | —          | 10              | 0     | 12              | 0        |
| Hertha BSC        | 1992–1993        | 2. Bundesliga      | 42              | 1     | 3               | 0     | —               | —          | —               | —     | 45              | 1        |
| Hertha BSC        | 1993–1994        | 2. Bundesliga      | 32              | 1     | 0               | 0     | —               | —          | —               | —     | 32              | 1        |
| Hertha BSC        | 1994–1995        | 2. Bundesliga      | 31              | 2     | 1               | 0     | —               | —          | —               | —     | 32              | 2        |
| Hertha BSC        | 1995–1996        | 2. Bundesliga      | 31              | 11    | 2               | 0     | —               | —          | —               | —     | 33              | 11       |
| Hertha BSC        | összesen         | összesen           | 138             | 15    | 6               | 0     | —               | —          | 10              | 0     | 154             | 15       |
| Bayer Leverkusen  | 1996–1997        | Bundesliga         | 32              | 3     | 1               | 0     | —               | —          | —               | —     | 33              | 3        |
| Bayer Leverkusen  | 1997–1998        | Bundesliga         | 18              | 1     | 3               | 1     | 7               | 0          | 1               | 0     | 29              | 2        |
| Bayer Leverkusen  | 1998–1999        | Bundesliga         | 27              | 4     | 1               | 0     | 4               | 0          | 2               | 0     | 34              | 4        |
| Bayer Leverkusen  | összesen         | összesen           | 77              | 8     | 5               | 1     | 11              | 0          | 3               | 0     | 96              | 9        |
| Hamburger SV      | 1999–2000        | Bundesliga         | 30              | 8     | 1               | 0     | —               | —          | —               | —     | 31              | 8        |
| Hamburger SV      | 2000–2001        | Bundesliga         | 25              | 4     | 1               | 0     | 9               | 1          | 1               | 0     | 36              | 5        |
| Hamburger SV      | összesen         | összesen           | 55              | 12    | 2               | 0     | 9               | 1          | 1               | 0     | 67              | 13       |
| Bayern München    | 2001–2002        | Bundesliga         | 16              | 2     | 3               | 1     | 4               | 0          | 3               | 0     | 26              | 3        |
| Bayern München    | 2002–2003        | Bundesliga         | 18              | 1     | 4               | 0     | 2               | 1          | 1               | 0     | 25              | 2        |
| Bayern München    | összesen         | összesen           | 34              | 3     | 7               | 1     | 6               | 1          | 4               | 0     | 51              | 5        |
| Hertha BSC        | 2003–2004        | Bundesliga         | 17              | 1     | 3               | 0     | 1               | 0          | —               | —     | 21              | 1        |
| Hertha BSC        | 2004–2005        | Bundesliga         | 30              | 4     | 1               | 0     | —               | —          | —               | —     | 31              | 4        |
| Hertha BSC        | 2005–2006        | Bundesliga         | 28              | 3     | 3               | 1     | 4               | 0          | 1               | 0     | 36              | 4        |
| Hertha BSC        | összesen         | összesen           | 75              | 8     | 7               | 1     | 5               | 0          | 1               | 0     | 88              | 9        |
| Red Bull Salzburg | 2006–2007        | Osztrák Bundesliga | 28              | 6     | 1               | 0     | 6               | 0          | —               | —     | 35              | 6        |
| Red Bull Salzburg | 2007–2008        | Osztrák Bundesliga | 25              | 3     | —               | —     | 4               | 0          | —               | —     | 29              | 3        |
| Red Bull Salzburg | 2008–2009        | Osztrák Bundesliga | 12              | 0     | 0               | 0     | 3               | 0          | —               | —     | 15              | 0        |
| Red Bull Salzburg | Összesen         | Összesen           | 65              | 9     | 1               | 0     | 13              | 0          | —               | —     | 79              | 9        |
| Karrier összesen  | Karrier összesen | Karrier összesen   | 444             | 55    | 28              | 3     | 44              | 2          | 19              | 0     | 535             | 60       |

## Edzői statisztika
2025. január 30-án lett frissítve.
| Csapat              | Nemzet   | –tól              | –ig                 | Mérleg     | Mérleg | Mérleg | Mérleg | Mérleg | Mérleg |
| M                   | GY       | D                 | V                   | Győzelem % |        |        |        |        |        |
| ------------------- | -------- | ----------------- | ------------------- | ---------- | ------ | ------ | ------ | ------ | ------ |
| Red Bull Salzburg   | AUT      | 2009. június 16.  | 2011. április 7.    | 54         | 25     | 11     | 18     | 46,30  |        |
| Horvátország        | CRO      | 2013. október 16. | 2015. szeptember 9. | 19         | 10     | 5      | 4      | 52,63  |        |
| Eintracht Frankfurt | GER      | 2016. március 8.  | 2018. június 30.    | 91         | 38     | 20     | 33     | 41,76  |        |
| Bayern München      | GER      | 2018. július 1.   | 2019. november 3.   | 65         | 45     | 12     | 8      | 69,23  |        |
| AS Monaco           | FRA      | 2020. július 19.  | 2022. január 1.     | 74         | 42     | 16     | 16     | 56,76  |        |
| VfL Wolfsburg       | GER      | 2022. május 24.   | 2024. március 17.   | 66         | 23     | 17     | 26     | 34,85  |        |
| Borussia Dortmund   | GER      | 2025. február 2.  | Jelenlegi           | 0          | 0      | 0      | 0      | —      |        |
| összesen            | összesen | összesen          | összesen            | 322        | 163    | 70     | 89     | 50,62  |        |

## Sikerei, díjai

### Klubcsapatokban
- Bayer 04 Leverkusen
  - Bundesliga ezüstérmese: 1996–97, 1998–99
- Bayern München
  - Interkontinentális kupa: 2001
  - Bundesliga: 2002–03
  - DFB-Pokal: 2002–03
- Red Bull Salzburg
  - Osztrák Bundesliga:
  - Bajnok: 2006–07
  - Ezüstérmes: 2007–08

### Edzőként
Eintracht Frankfurt
- Német kupa: 2017–18

Bayern München
- Német bajnok: 2018–19
- Német kupagyőztes: 2018–19
- Német szuperkupa: 2018
- döntős: 2019